# Mamula (ostrov)
Mamula (v srbské cyrilici Мамула, na některých mapách také pod názvem Lastavica/Ластавица) je ostrov v Jaderském moři na pobřeží Černé Hory, na začátku Boky Kotorské. Nachází se blízko města Herceg Novi (6,3 km), mezi poloostrovy Luštica a Prevlaka. Má kruhový tvar, průměr ostrova činí 200 m.
Během doby existence Benátské republiky byl ostrov znám pod názvem Rondina.
Okolo 80% plochy ostrova činí pevnost, kterou zde nechal zbudovat v polovině 19. století generál Lazar Mamula. Po něm má pravděpodobně ostrov i své jméno.[zdroj?] Pevnost sloužila během první i druhé světové války jako vězení. Přestože byla pevnost vybudována pro potřeby Rakousko-uherské armády, nikdy nesloužila svému účelu. Měla spolu s dalšími podobnými stavbami chránit Boku Kotorskou od případného útoku. Pevnost je v současné době opuštěná a je vystavena povětrnostním vlivům. Část pevnosti zakryly také popínavé rostliny; divoké švestky a agave.

## Současnost
V dubnu 2023 byl v pevnosti otevřen luxusní hotel se 32 pokoji a suitami, holistickými lázněmi, 3 bazény, 3 restauracemi a 4 bary.

### Odraz v kultuře
Na ostrově a částečně také na pevnině se odehrává děj srbsko-černohorského fantasy hororu Smrtící nymfa (v originále Mamula).